# Giovanni Battista Castrucci
Giovanni Battista Castrucci (né à Lucques, Toscane, en 1541, et mort dans la même ville le 18 août 1595) est un cardinal italien du XVIe siècle. 

## Repères biographiques
Castrucci étudie à plusieurs universités italiennes. Il est sénateur de la république de Lucques. Castrucci se rend à Rome et entre à la cour du cardinal Felice Peretti Montalto, O.F.M.Conv., le futur pape Sixte V. Il est chanoine à la basilique Saint-Pierre et dataire du pape. En 1585 il est nommé archevêque de Chieti, mais est toujours absent de l'archidiocèse.
Castrucci est créé cardinal par le pape Sixte V lors du consistoire du 18 décembre 1585. Le cardinal Castrucci est préfet du tribunal suprême de la Signature apostolique.
Il participe aux conclaves de 1590 (élection de Urbain VII et Grégoire XIV) et aux conclaves de 1591 (élection d'Innocent IX) et de 1592 (élection de Clément VIII).